# Салкым-Чишма
 Салкым-Чишма  — деревня в Малмыжском районе Кировской области. Входит в состав Новосмаильского сельского поселения.

## Население
| 2010 |
| ---- |
| 184  |

## География
Расстояние до районного центра — 15 км. Высота над уровнем моря — 134 м. 